# 蝴蝶犬
蝴蝶犬（法語：Papillon，名稱起源於法語單詞「蝴蝶」），16世紀起源於西班牙。